# باشگاه فوتبال شفیلد ونزدی
باشگاه فوتبال شفیلد ونزدی (به انگلیسی: Sheffield Wednesday F.C.) باشگاه فوتبال انگلیسی است که در شهر شفیلد در شهرستان یورکشایر جنوبی، انگلستان قرار دارد. شفیلد ونزدی یکی از قدیمی‌ترین باشگاه‌های حرفه‌ای فوتبال در جهان می‌باشد و سومین تیم قدیمی در لیگ‌های انگلستان است.
این باشگاه در سال ۱۸۶۷ تأسیس شده‌است و سابقه ۴ قهرمانی را در لیگ برتر فوتبال انگلستان دارد.
شفیلد ونزدی رقابت دیرینه ای با همشهری قدیمی خود یعنی شفیلد یونایتد دارد که این جدال به دربی شهر فولاد معروف است.

## افتخارات
لیگ برتر انگلستان
۴ قهرمانی
- ۱۹۰۳، ۱۹۰۴، ۱۹۲۹، ۱۹۳۰

جام حذفی انگلستان
۲ قهرمانی
- ۱۸۹۶، ۱۹۳۵

جام اتحادیه
۱ قهرمانی
- ۱۹۹۱

جام خیریه
۱ قهرمانی 
- ۱۹۳۵
- چمپیونشیپ: ۶قهرمانی
- ۱۸۹۹-۱۹۰۰ ٫ ۱۹۲۵-۱۹۲۶ ٫ ۱۹۵۱-۱۹۵۲ ٫ ۱۹۵۵-۱۹۵۶ ٫ ۱۹۵۸-۱۹۵۹

## ورزشگاه

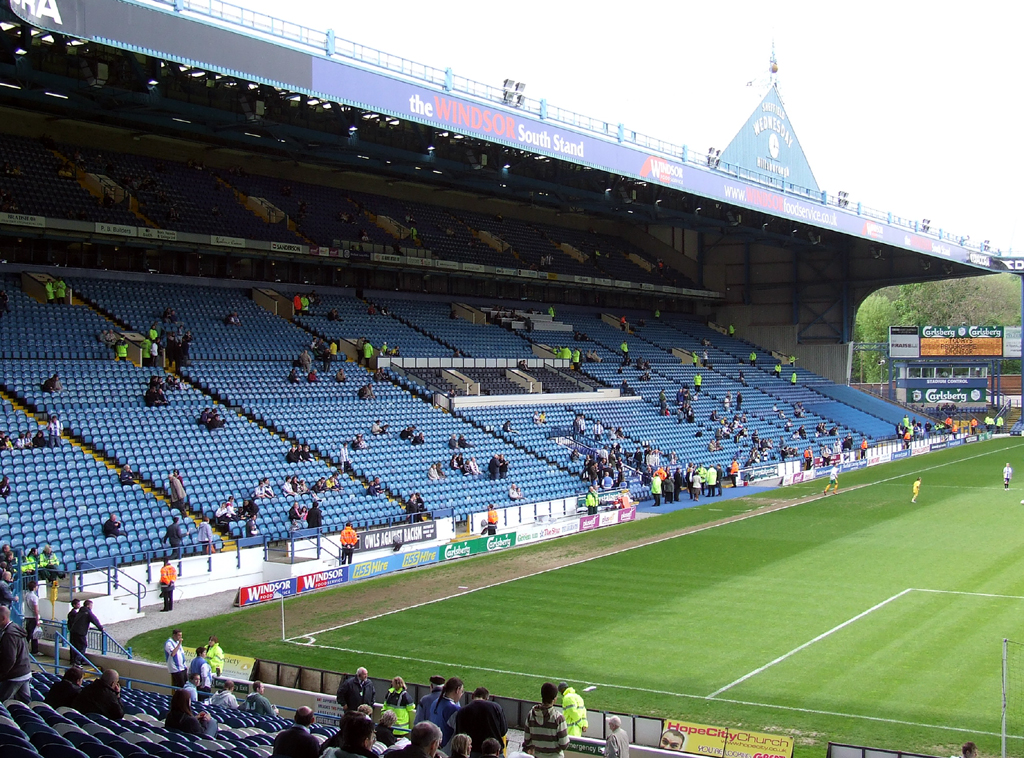
جایگاه جنوبی در استادیوم هیلزبورو

ورزشگاه فوتبال هیلزبورو در منطقه اولرتون در شمال غرب شهر شفیلد در شهرستان یورکشایر جنوبی، انگلستان است و از سال ۱۸۹۹ ورزشگاه خانگی باشگاه شفیلد ونزدی می‌باشد. ظرفیت این ورزشگاه ۳۹٬۷۳۲ است و یکی از ورزشگاه‌های میزبان یورو ۹۶ بود. هیلزبورو دهمین ورزشگاه بزرگ در انگلستان می‌باشد.
حادثه هیلزبورو که در سال ۱۹۸۹ منجر به مرگ ۹۶ تماشاگر در نیمه نهایی جام حذفی انگلستان بین تیم‌های لیورپول و ناتینگهام فارست شد، در این ورزشگاه اتفاق افتاد. نتیجه آن حادثه تاسف بار این شد که تمام جایگاه‌های ورزشگاه‌های انگلستان صندلی نصب شد و فنس‌های تماشاگران نیز برداشته شد.